# Extáze (droga)

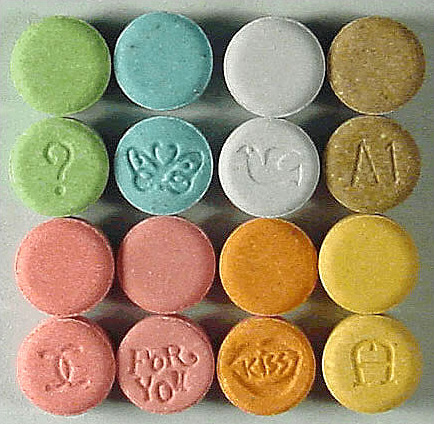
Pilulky extáze

Extáze (chemicky 3,4-methylendioxymethamfetamin, zkráceně MDMA) patří mezi uměle připravené drogy podávané obvykle ve formě tablet či tobolek. Patří mezi amfetaminy. Účinky se přirovnávají ke kombinaci mírných halucinogenů a amfetaminů. Droga má značné stimulační účinky, takže je konzument schopen zvýšené fyzické aktivity, aniž by pociťoval odpovídající únavu. To může vést ke kolapsu organismu následkem fyzického vyčerpání. Mírné psychedelické účinky se projevují především v nárůstu empatie, příjemných pocitů a laskavosti.

## Historie
MDMA byl objeven v roce 1910 a patentován německou firmou Merck jako potenciální lék na hubnutí, ale prokazatelně nebyl užíván. V 50. letech 20. století látku testovala americká armáda jako případnou chemickou zbraň, ale látka účelu nevyhovovala. V 60. letech látku testoval Alexander Shulgin, resyntetizoval ji, vyzkoušel a objektivní fakta i subjektivní zkušenosti publikoval. V 70. letech inicioval pokusy o její terapeutické užívání v USA. V této souvislosti začal látku využívat ve své odborné praxi psycholog psychoterapeut Leo Zeff (autor názvu Adam) a propagovat ji v psychoterapeutických kruzích. V polovině 80. let se extáze objevila ve Velké Británii (v době rozvoje (sub)kultury novodobých hippies, rave a acid house parties), odkud se její užívání rozšířilo do zbytku Evropy. Během několika let se droga rozšířila jako velice účinný (leč nelegální) stimulant. Zatímco v 70. letech obvykle výroba činila několik desítek či stovek tisíc tablet ročně, v roce 2000 bylo zabaveno téměř 10 milionů tablet (pouhý zlomek skutečně vyrobených drog). Po roce 2003 začalo užívání extáze klesat.

## Vlastnosti
Extáze se prodává zpravidla ve formě tablet, někdy kapslí, jež nebývají větší než 1 cm. Mívají různé tvary i barvy, nejběžnější jsou tablety s vyraženým motivem. Distribuční forma se stále mění.

Různé tablety obsahují různé množství MDMA. Běžná dávka se pohybuje kolem 50 mg účinné látky, ale může být i 300 mg (tablety s dávkami kolem 200 mg jsou již velmi silné). Složení tablet nebývá standardní, mohou obsahovat příměsi dalších látek, jako je kofein, efedrin, ketamin aj. (Některé tablety jsou podvrh a neobsahují MDMA vůbec – tzv. fake extasy neboli fejky – nebo obsahují jiné a nebezpečnější látky – PMA, PMMA atp.) Po požití se látka vstřebává sliznicí trávicího traktu a je distribuována krví do celého organismu. MDMA z krve filtrují játra a přes ledviny se látka dostává z těla močením, proto je nejběžnější močová zkouška, která může prokázat přítomnost drogy i po 3–5 dnech. Běžným testem se přítomnost drogy prokazuje koncentrací vyšší než 500 ng/ml lidské moči.

## Účinky
Extáze zvyšuje hladinu hned několika neuropřenašečů: serotonin (který má vliv na náladu a na chování krevních cév), dopamin (který ovládá pohyb a náladu) a noradrenalin (který reguluje mj. krevní tlak). Účinky se dostavují obvykle po 30 až 90 minutách v závislosti na tělesné stavbě jedince a dalších tělesných faktorech. Trvají 3 až 6 hodin. Droga způsobuje dobrou náladu a veselost, citové pouto k přátelům i k cizím osobám, zvyšuje pocit sebejistoty a impulzivní chování, které někdy vede k náhodnému sexu. Osoby pod vlivem extáze necítí únavu.
V nebezpečnosti je vědci řazena poměrně nízko (hodnotí se faktory psychické závislosti a současně negativních společnostních dopadů), tedy např. alkohol je v této tabulce na vyšší příčce. Přesto má droga řadu nepříjemných vedlejších účinků. Často se dostavuje strnulost čelistí, svalová strnulost, někdy nevolnost, nadměrné pocení, třes, chlad, halucinace a rozostřené vidění. Silné pocení a přehřátí organismu vedou někdy k nadměrné konzumaci vody. Řada nepříjemných účinků se dostavuje ve chvíli, kdy droga přestává účinkovat, a mohou přetrvávat poměrně dlouho. Přirovnávají se k silné kocovině. Lidem, kteří extázi užívají opakovaně, se trvale narušuje rovnováha serotoninového metabolismu v mozku. Mohou se objevovat deprese, ztráta paměti, impulzivní chování a návaly paniky. MDMA ve vysokých dávkách je prokázanou neurotoxickou látkou, tzn. poškozuje nervové buňky. Fatální může být i jediná dávka pro osoby s nedostatečností pro enzym P450-246. Dlouhodobé časté užívání může vyústit v toxickou psychózu; pravidelní uživatelé MDMA častěji sahají po silnějších stimulantech (pervitinu, kokainu), což může být důsledkem vyčerpání synapsí, na kterých MDMA účinkuje.
Extáze nevyvolává fyzickou závislost.
V kombinaci s ostatními drogami, zejména s tetrahydrokanabinolem a ethanolem, lze zvýšit pozitivní i negativní účinky extáze a prodloužit dobu působení. Kombinace extáze s jinými drogami jako nikotin, kofein či pervitin, zvyšuje pravděpodobnost nežádoucích účinků.

## Hovorová označení
Extáze se označuje jako taneční droga, lidově se jí říká[zdroj?] droga lásky, pilulka lásky, ve slangové mluvě koule, bajle, bobule, éčko, emko, extoška, koláč, kolečko, koleso, koule, kulatá, kulatina, kulatý, kule, lentilka, lego, m&m, pilule, pilule lásky, smajlík, tableta, X, XE, XTC aj. Množství upřesňujících názvů vychází z anglického názvu tablet, z podoby tablet, ze vzoru na tabletách („ražba“), barvy aj. (sněhová koule – Snowball, nintendo – Nintendo, jahoda, červená jahoda – Summer Strawberry, mitsu – Mitsubishi aj.).

## Neurotoxicita
Mezi mladými lidmi je MDMA oblíbenou rekreační drogou a je považována za bezpečnou. Spousta studií ale potvrdilo selektivní poškození serotonergních axonů na 5-HT zakončeních u laboratorních zvířat.

### Spuštění oxidativních procesů
Oxidativní stres je jedním z předpokládaných mechanismů neurotoxicity MDMA. Spouštěčem je pravděpodobně metabolit MDMA zvaný DHMA (3,4-dihydrometamfetamin). Z toho v játrech vznikají chinonové struktury, které vyvolávají lipidickou peroxidaci a tím způsobují ztráty serotoninu v axonech. Další metabolit zvaný MDA (3,4-methylenedioxyamfetamin) také dává vzniku dalším toxickým látkám.

### Vyčerpání energetických zásob
MDMA brání zpětnému ukládání serotoninu do presynaptické membrány permanentní aktivací transportních systémů, což vede k nadměrným ztrátám energie (spotřebovávání ATP). Tím se vyřadí ochranné mechanismy, které regulují přestup iontů a které zabraňují oxidativnímu stresu.

### Úloha dopaminu
MDMA má vliv na nadměrné vyplavování dopaminu. Jelikož je koncentrace dopaminu abnormální, předpokládá se, že dochází k jeho pohlcování serotonergními zakončeními, což může působit neurotoxicky (dopamin je v serotonergních zakončeních metabolizován MAO-B, vzniká peroxid vodíku a to opět vede k peroxidaci).

## Komplikace

### Přehřátí organismu
Na hypertermii se podílí nejen vliv samotné MDMA (důvodem je pravděpodobně nadměrné vyplavení dopaminu), ale také fyzická aktivita samotných uživatelů a teplota prostředí (party). Hypertermie může vést k dalším komplikacím, jako je rhabdomyolysa či akutní renální selhání.

### Hyponatremie
Hlavním důvodem vzniku hyponatrémie u uživatelů MDMA je nadměrný příjem tekutin a ztráty sodíku pocením. To vede k poruše iontové rovnováhy a komplikacím jako je edém mozku a plic, což je provázeno křečemi, zvracením a bolestmi hlavy, a může vést k poškození mozku až smrti.

### Ovlivnění kognitivních funkcí
Na základě studií se dá předpokládat, že dlouhodobé užívání vede ke zhoršení kognitivních funkcí i při užívání rekreačních dávek. Serotonin má významnou funkci v kognitivních procesech, jako jsou vnímání, cítění, paměť či pozornost. Zhoršení kognitivních funkcí vlivem MDMA se spojují se sníženou serotogenní aktivitou, která následuje po nadměrném vyplavení serotoninu.

### Ovlivnění kardiovaskulárního systému
Jelikož MDMA působí jako sympatomimetikum, vede k rozvoji tachykardie, vasokonstrikce, zvýšení krevního tlaku či arytmiím. Studie na lidských dobrovolnících ukázala, že došlo ke zvýšení srdečního výdeje, krevního tlaku a srdeční frekvenci. Tyto hodnoty byly změřeny před a po podání dávky MDMA. Hodinu po podání byl pozorován nárůst srdeční frekvence o 28 úderů za minutu, nárůst systolického krevního tlaku o 25 mmHg a nárůst srdečního výdeje o 2 l za minutu. Měření probíhalo v klidových podmínkách, v běžných podmínkách užívání MDMA (party, přeplněné prostory, fyzická aktivita) bude efekt závažnější. Studie také popisují náchylnost uživatelů MDMA v cévním mozkovým příhodám z důvodu masivního vyplavení 5-HT, stimulaci 5-HT2 receptorů a následné vazokonstrikci.

### Psychopatologie
U uživatelů MDMA byl pozorován například psychotický syndrom, halucinace, palinopsie, panická ataka, deprese a depersonalizace. Není ale jednoznačné, jestli jsou tyto psychopatologie způsobeny pouze MDMA. Uživatelé MDMA často užívají i další návykové látky, které se na rozvoji psychických poruch mohou také podílet. Také může jít o jedince s predispozicí k těmto poruchám. 

### Hepatotoxicita
Ikterus, hepatomegalie, nekróza, hepatitida a fibróza jsou některé z jaterních onemocnění, které mohou vzniknout vlivem metabolizace MDMA v játrech. Mechanismus poškození ale stále není úplně objasněn. Předpokládá se, že se na vzniku jaterních poškození podílí některý z metabolitů MDMA či jiná látka, která drogu kontaminuje při výrobě.
MDMA je metabolizována pomocí cytochromu P450 2D6. Jedincům se sníženou aktivitou tohoto enzymu hrozí vyšší riziko toxicity a rozvoj jaterních onemocnění.